# Chartreuse d'Amsterdam
La chartreuse Saint-André-de-La-Porte, en néerlandais : Sint Andries Ter Zaliger Havene,  latin : Domus Portus Salutis Sancti Andreæ , est une ancienne chartreuse à Amsterdam aux Pays-Bas.
Le monastère était à l'origine hors des murs de la ville. Après l'agrandissement de la ville en 1612, il est situé à l'intérieur de la ville, à 1,5 km de Haarlemmerpoort, près de la rue Lindengracht (nl), dans le quartier Jordaan.

## Histoire
Cette chartreuse est fondée, d’après l’acte de donation du 27 septembre 1392, par le duc Albert de Bavières qui se considère comme fondateur. Par contre, les chartes de 1393 donnent comme initiateurs les consuls et citoyens d’Amsterdam  et comme bienfaiteur principal le duc Albert. L’incorporation de la maison dans l’ordre des chartreux se fait en 1398 ; la fondation définitive se fait sous les auspices du chapitre général urbaniste de Žice en 1400. Le premier recteur,  Hendrik Beckbeeck van Oldenzaal, profès de Monichusen y et envoyé avec un autre profès d’Arnhem, Albert Kivet. 
En 1410, pendant le Grand schisme d'Occident a lieu la scission des monastères chartreux, Saint-André, faisant partie la province du Rhin, reste sous l'autorité de la Grande Chartreuse.
En 1531, le roi Christian II, expulsé du Danemark, séjourne quelque temps dans l’hôtellerie. En 1566 et 1567, les luthériens endommagent le monastère, mais la maison reste habitable. 
En 1572, Guillaume II de La Marck  dévaste la chartreuse qui est presque entièrement détruite par un incendie criminel. Diederik Sonoy en achève la destruction en 1577, après son passage, seules deux cellules sont encore debout.  
En 1573, le chapitre général ordonne la fermeture progressive du monastère, après quoi les moines et les frères sont répartis dans des maisons plus sûres en dehors du pays. Seuls quelques frères vivent sur le site du monastère, d'autres vivent à Amsterdam. Les maires d'Amsterdam exhortent le chapitre à reconstruire le monastère le plus rapidement possible, ce que le chapitre rejet. 
En 1579, les revenus des moines sont attribués à l'orphelinat municipal d'Amsterdam qui s’engage à entretenir les six moines survivants qui vivent sur la propriété, pourvus jusqu'à leur mort de pension alimentaire; le dernier décède en 1614. Le monastère abandonné et détruit est immédiatement loué par l'orphelinat aux éleveurs de bétail, qui y laissent paître leur bétail et utilisent les caves des cellules détruites comme lieux de couchage. 
De 1600 à 1733, une partie du jardin du monastère est utilisé comme un café en plein air. Dans les ruines du monastère sont installés
deux auberges „Kleine- en de Grote Karthuizer”, dans les deux cellules conservées du monastère.
En 1602, le reste du jardin du monastère devient un cimetière, car la même année, la peste sévit à Amsterdam et en raison du risque de contamination, on n'enterre pas les morts dans le centre et dans les églises. Le cimetière demeure jusqu'en 1860. En 1908, une aire de jeux pour enfants est installé sur le site du cimetière.
En 1650, le site devient une hofje pour les veuves, conçue par  Daniël Stalpaert, la Huiszittenweduwenhof (nl), également connue comme Karthuizer Weduwenhof ou Karthuizer hofje, mentionnée par Joost van den Vondel dans sa pièce Gijsbrecht van Aemstel.

## Prieurs
Le prieur est le supérieur d'une chartreuse, élu par ses comprofès ou désigné par les supérieurs majeurs.
- 1393-1404 : Hendrik Beckbeeck van Oldenzaal, venant de Monichusen.
- 1404-1415 :  Gerrit van Schiedam venant de Geertruidenberg.
- 1415-1420 Alphairt Christiaansz d'Amsterdam.
- 1421-1448 Jan Bolhusen
- 1448-1454 Jan Delidius ou Balen.
- 1454-1460 Jan Vasaren ou Varsaer.
- 1460-1478 Pauwels Jansz, d'abord recteur
- 1478-1484 Tyman Pietersz.
- 1484-1490 : Hendrik de Haarlem
- 1491-1500 : Jacob Jacobsz.
- 1500-1503 Mattheus Pietersz.
- 1503-1534 Lambert Fekerdeij.
- 1534-1540 Simon Gerritsz d'Amsterdam
- 1540-1540 Jan Lambertsz, de Muiderberg.
- 1540-1541 Gerrit Pietersz (†1541).
- 1541-1550? Jan Ysbrandsz, d'Amsterdam
- 1550-1568 Gerrit Fabius.
- 1568-1579 Dirk Simonsz, dernier prieur, jusqu'en 1590.

## Le Retable d'Oostsanen

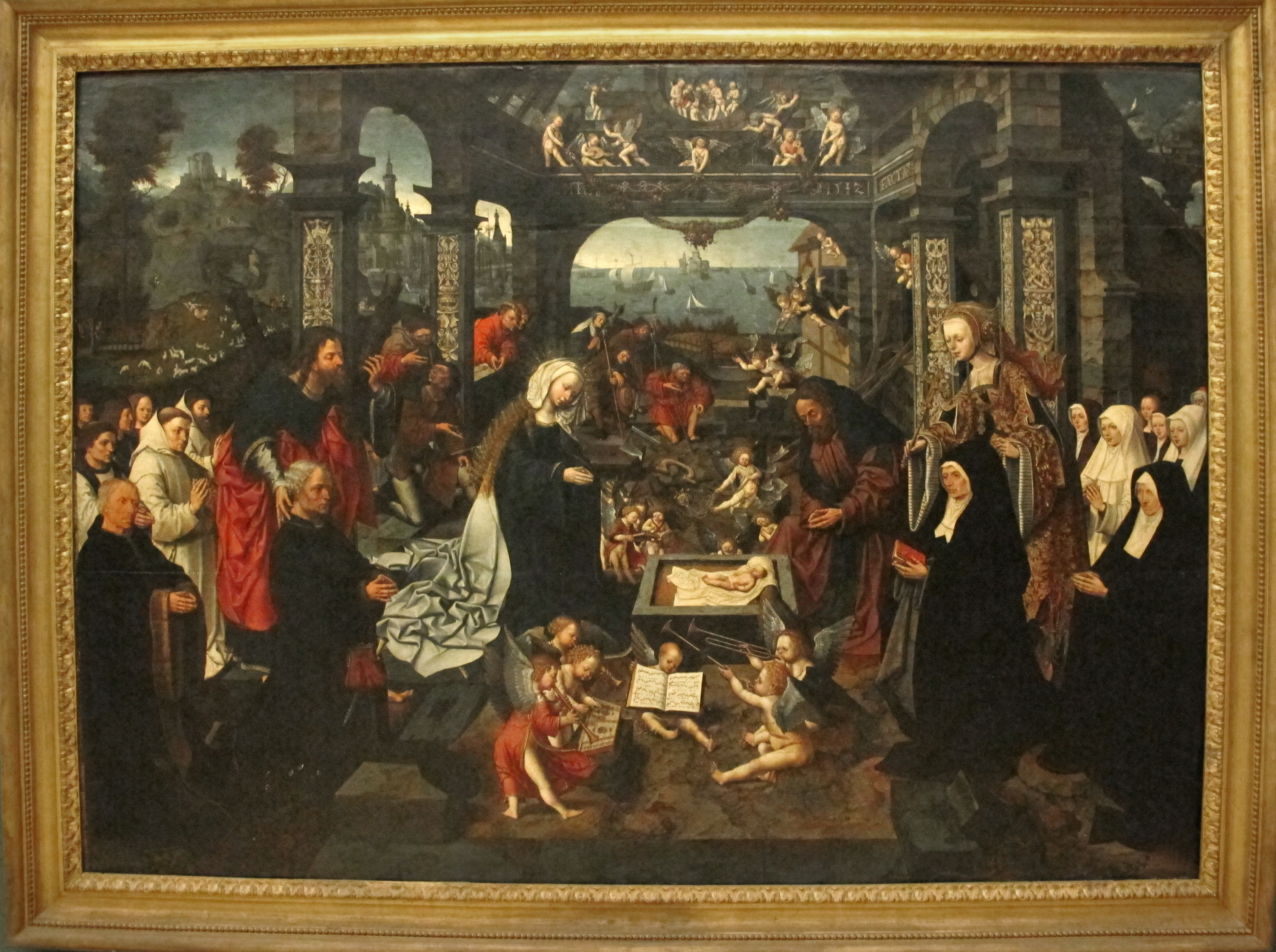
Nativité de Jacob Cornelisz van Oostsanen, 1512

En 1512,  Margriet Dirksdr Boelen  (†1517) fait don d'un retable au monastère des chartreux. La famille Boelen avait des liens étroits avec le monastère. Le travail lui a coûté cinquante florins. Les donateurs, Jan Boelen et Margriet sont représentés agenouillés, sur le tableau à gauche et à droite de la Sainte Famille. A gauche, deux chartreux s'agenouillent en prière derrière l'apôtre André et à droite, nous voyons aussi Sainte Marguerite. La peinture est aujourd'hui au Musée de Capodimonte à Naples